# Quo Vadis (polski zespół muzyczny)
Quo Vadis – zespół metalowy założony w Szczecinie w 1988.
Zespół występował na wielu festiwalach muzycznych, w tym na Festiwalu w Jarocinie (1989, 1992), Metalmanii (1994, 1995) oraz na Przystanku Woodstock (1995, 1996, 1997, 1999).
W 1997 ich utwór znalazł się na pierwszej składance Muzyka przeciwko rasizmowi firmowanej przez Stowarzyszenie „Nigdy Więcej”.
Członkowie zespołu są kibicami Pogoni Szczecin. Są autorami oficjalnego hymnu klubu My, Portowcy. 5 grudnia 2008 odbył się koncert z okazji jubileuszu 20 rocznicy powstania zespołu, podczas którego zostało nagrane pierwsze DVD zespołu zatytułowane „DVD – LIVE”.

## Muzycy

### Obecny skład zespołu
- Tomasz „Skaya” Skuza – wokal, gitara basowa
- Szymon „Sajmon” Synówka – perkusja
- Artur "Arturo" Krynicki – gitara
- Paweł "Pepick" Bajda – gitara

### Byli członkowie zespołu
- Piotr „Picu” Zimny – wokal
- Marcin „Cimas” Szeremeta – gitara
- Sebastian „Seba” Górski – perkusja
- Marcin „Baloo” Bal – instrumenty klawiszowe
- Jacek „Dżek” Gnieciecki – gitara
- Mariusz „Bączek” Bączkiewicz – gitara
- Jerzy Burdzy „Fizol” – gitara
- Paweł „Młody” Kamiński – perkusja
- Wojciech „Łysy” Słabicki – perkusja
- Robert „Misiek” Szymański – perkusja
- Paweł „Golimosju” Golimowski – perkusja
- Mateusz „Matek” Lazar – gitara
- Ian „Źdźbło/Bemolator” Lucena Bezerra – gitara
- Przemysław Bachaj – gitara
- Przemysław "Przemuś" Reginia – gitara

## Dyskografia
- Quo Vadis (demo, 1988)[6]
- MONofobia (demo, 1989)[7]
- Quo Vadis (1991)
- Politics (1993)
- Test Draizea (1995)
- Uran (1997)
- Po (1999)
- Król (2002)
- Babel (2007)
- DVD – LIVE (2009)
- Infernal Chaos (2010)[8]
- Born to Die (2017)
- XXX (2018)
- Labirynth (2024)